# تونی گارسیا (بازیکن فوتبال، زاده ۱۹۷۶)
تونی گارسیا (انگلیسی: Toni García؛ زادهٔ ۲۴ ژانویهٔ ۱۹۷۶) بازیکن فوتبال اهل اسپانیا است.
از باشگاه‌هایی که در آن بازی کرده‌است می‌توان به باشگاه فوتبال رئال مادرید سی اشاره کرد.